# Ernesto Grillo
Pour les articles homonymes, voir Grillo (homonymie).
Ernesto Grillo est un footballeur argentin né le 1er octobre 1929 à Buenos Aires et mort le 18 juin 1998. Milieu de terrain, il était surnommé El Pelado (le tondu) et Coco (noix de coco).

## Biographie
Il débute en première division le 24 avril 1949 avec Independiente face à Platense, avec une victoire 3 buts à 2 à la clé. Il marque son premier but le 26 novembre 1949 contre Chacarita Juniors. Buteur régulier, il réalise sa meilleure performance lors de l'année 1956, où il inscrit 17 buts en championnat. 
Avec Independiente, il est finaliste de la Copa Libertadores en 1963 (défaite face au club brésilien du Santos FC), puis demi-finaliste en 1965. Après 192 matchs et 90 buts pour Independiente, il est transféré au Milan AC en 1957. 
Avec les Rossoneri, il atteint la finale de la Coupe d'Europe des clubs champions en 1958. Lors de cette compétition, il marque six buts, avec notamment un doublé sur la pelouse du Rangers FC en huitièmes, un but en quart face au Borussia Dortmund, et un but en finale face au Real Madrid. Les milanais s'inclinent 3-2 après prolongation face au club madrilène. La saison suivante, il remporte le championnat d'Italie. Lors de cette même saison, il inscrit 10 buts en Serie A.
En 1960, il retourne en Argentine. Il évolue pendant six ans à Boca Juniors, remportant le championnat d’Argentine à trois reprises en 1962, 1964, 1965. 
Il est sélectionné à 20 reprises en équipe d'Argentine entre 1952 et 1962, inscrivant huit buts. Toutefois, certaines sources font état de 21 sélections et neuf buts. Il débute en sélection le 7 décembre 1952, lors du match Espagne-Argentine à Madrid. Le 14 mai 1953, il est l'auteur d'un doublé face à l'équipe d'Angleterre (victoire 3-1 à l'Estadio Monumental de Buenos Aires). Il remporte par la suite la Copa América en 1955. 
Considéré comme l'un des meilleurs footballeurs argentins, il est élu au « Salon de Fama », le Hall of Fame du football argentin.

## Palmarès
- Vainqueur de la Copa América en 1955 avec l'équipe d'Argentine
- Finaliste de la Coupe d'Europe des clubs champions en 1958 avec le Milan AC
- Champion d'Italie en 1959 avec le Milan AC
- Champion d'Argentine en 1962, 1964 et 1965 avec Boca Juniors